# 本宮駅 (福島県)

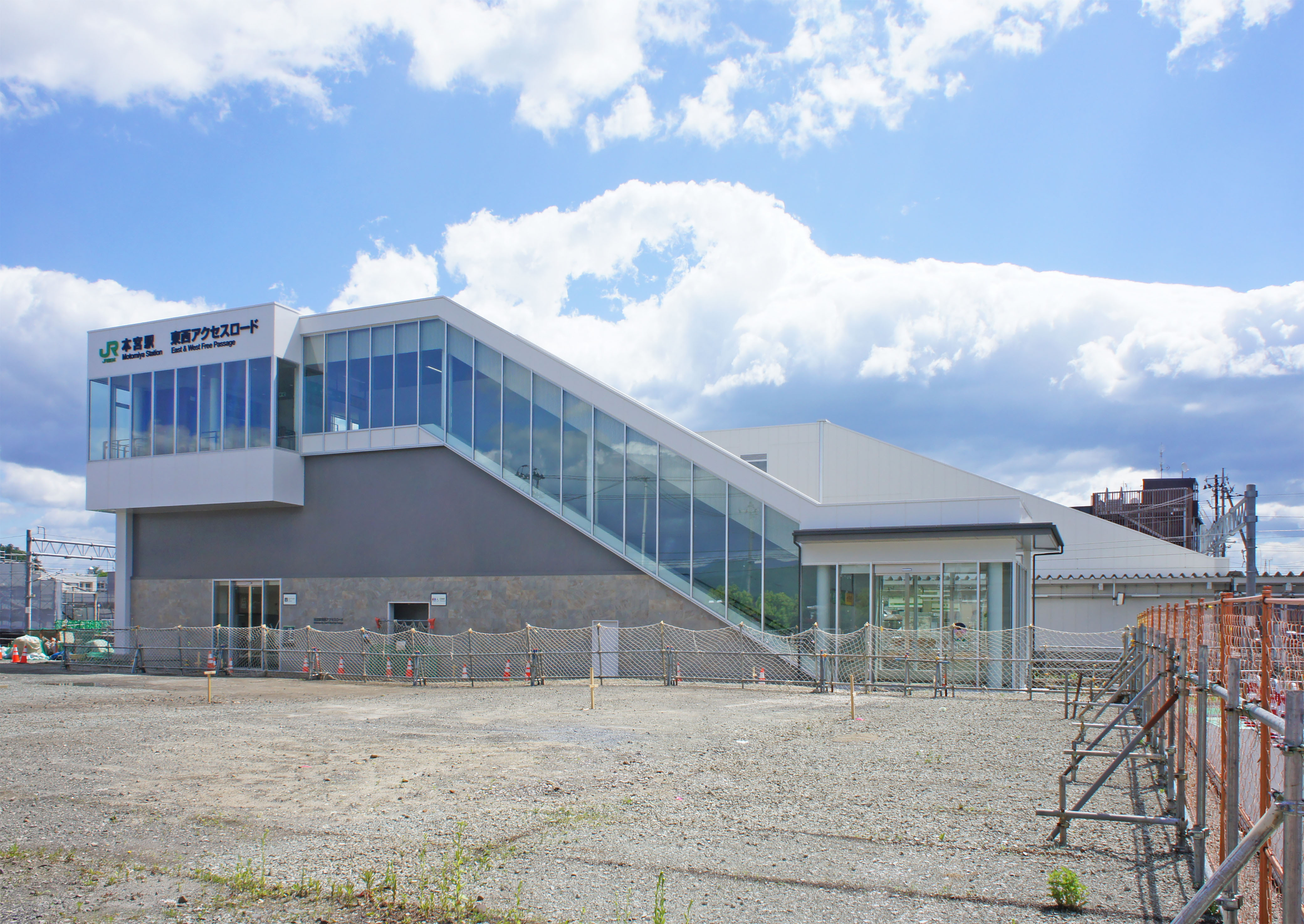
西口（2022年5月）

本宮駅（もとみやえき）は、福島県本宮市本宮字九縄（くなわ）にある、東日本旅客鉄道（JR東日本）東北本線の駅である。

## 歴史
- 1887年（明治20年）12月15日：開業[3]。
- 1984年（昭和59年）
  - 1月15日：貨物の取り扱いを廃止[3]。
  - 2月1日：荷物の扱いを廃止[3]。
- 1987年（昭和62年）4月1日：国鉄の分割民営化により、東日本旅客鉄道の駅となる[3]。
- 2009年（平成21年）3月14日：ICカード「Suica」の利用が可能となる[報道 1]。
- 2012年（平成24年）
  - 7月21日：本宮駅前東口広場整備工事が完了する。
  - 秋ごろ：東口広場整備工事完了後、東口駅舎建物正面部分を改修。現在の駅舎の姿となる。
- 2019年（平成31年）3月24日：駅舎改築工事着手に伴い、仮駅舎に切り替え[報道 2]。
- 2021年（令和3年）
  - 12月17日：東西自由通路が供用を開始[報道 3][新聞 1]。
  - 12月18日：橋上駅舎が供用を開始[注 1][報道 3][新聞 1]。
- 2024年（令和6年）10月1日：えきねっとQチケのサービスを開始[1][報道 6]。

## 駅構造
単式ホーム1面1線と島式ホーム1面2線、計2面3線のホームを持つ橋上駅である。
郡山駅管理の業務委託駅（JR東日本東北総合サービス委託）である。構内にはみどりの窓口（改札窓口併設）、Suica対応自動券売機、簡易Suica改札機、トイレ、自動販売機、待合室（改札内）などがある。
戦時中、伊藤久男が旧本宮町の生家に疎開する際に持ち帰ったピアノが、ストリートピアノとして東西自由通路に設置されている。

### のりば
| 番線 | 路線      | 方向                     | 行先                     |
| ---- | --------- | ------------------------ | ------------------------ |
| 1    | ■東北本線 | 上り                     | 郡山・白河方面           |
| 2    | ■東北本線 | （上下ともに一部の列車） | （上下ともに一部の列車） |
| 3    | ■東北本線 | 下り                     | 福島・仙台方面           |

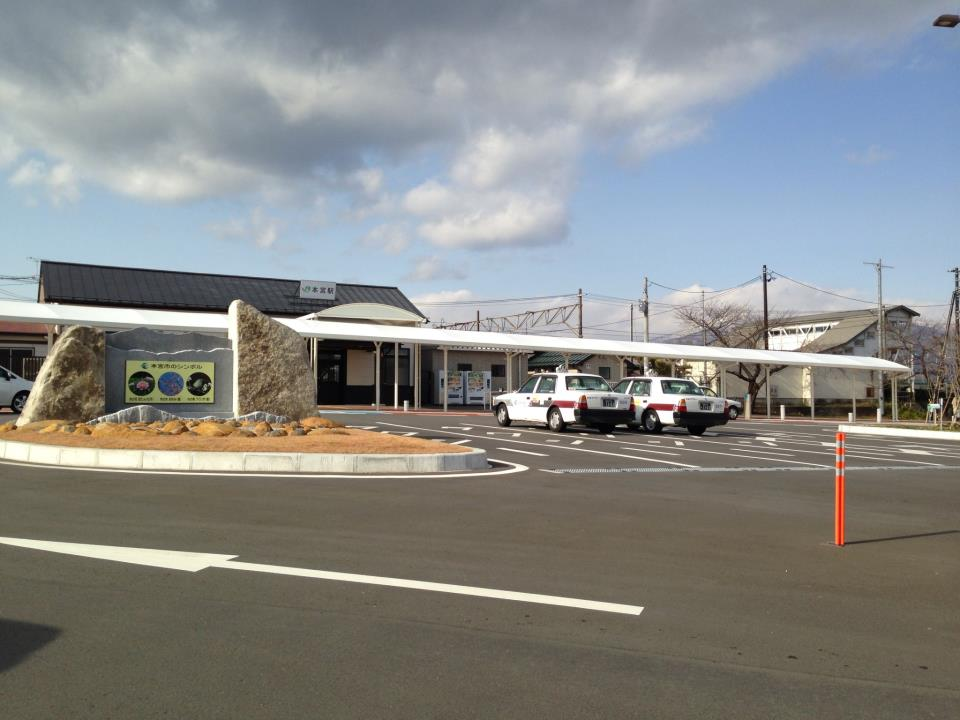
旧駅舎（2012年1月）
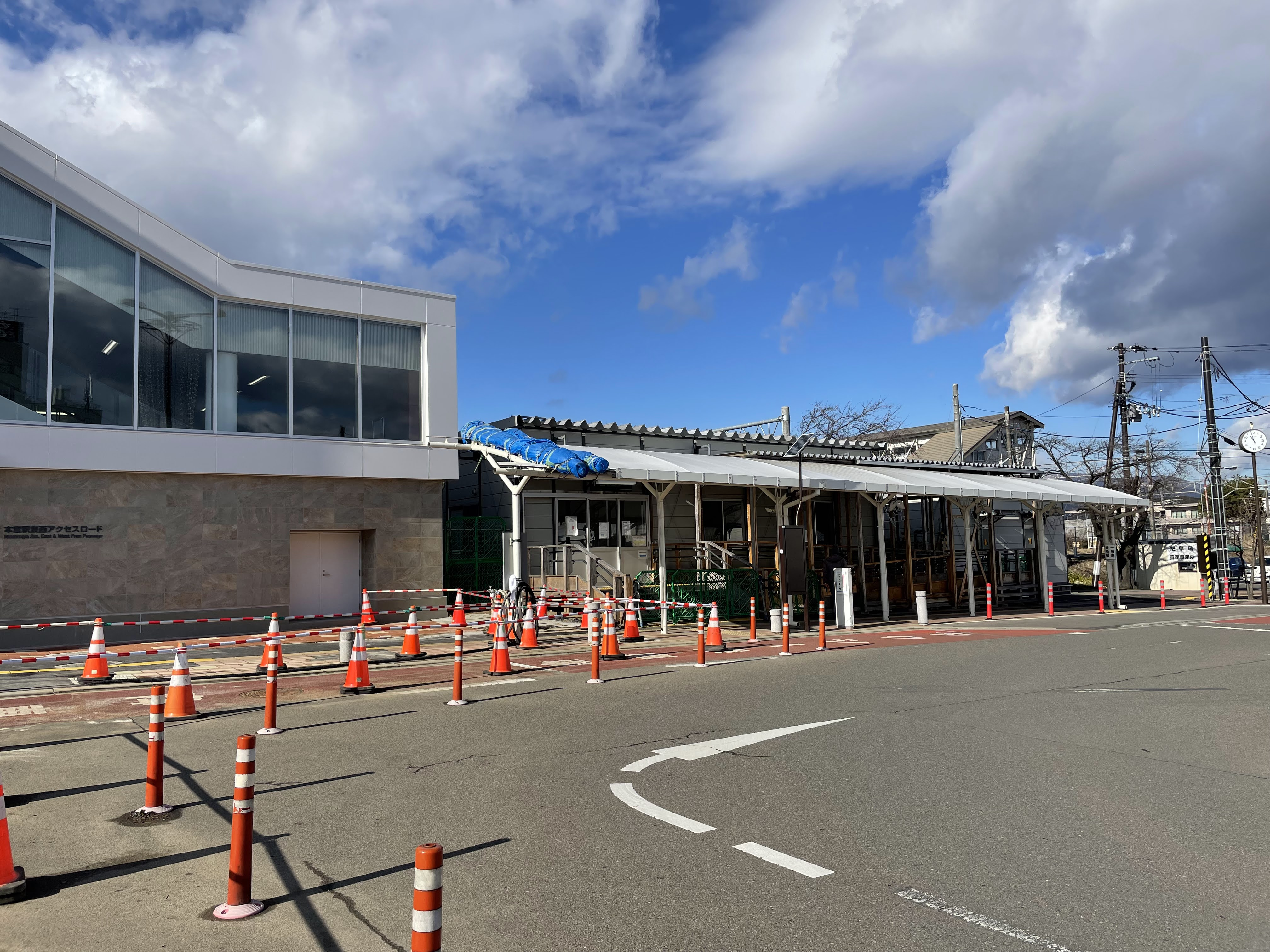
仮駅舎（2021年12月）
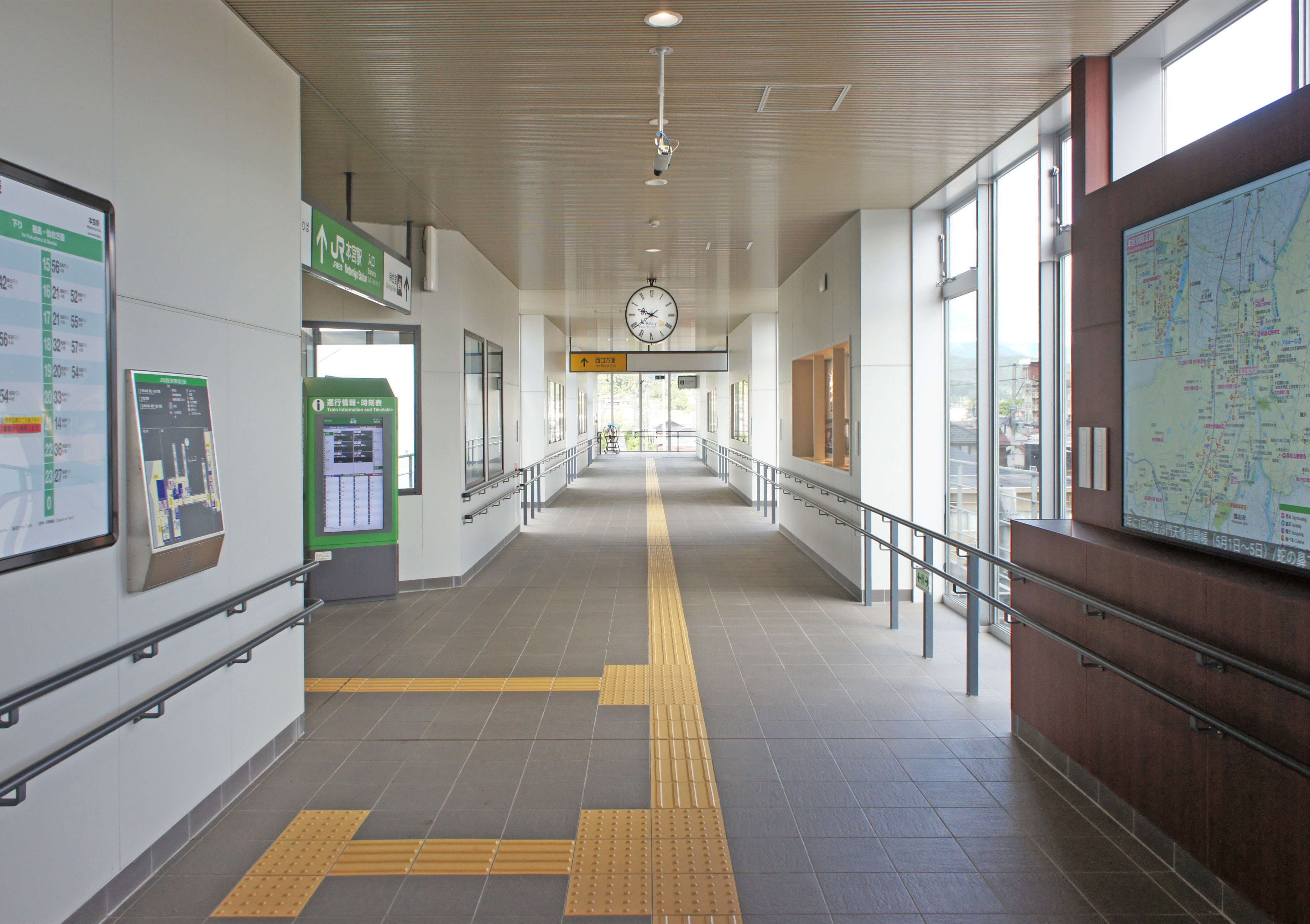
東西自由通路（2022年5月）
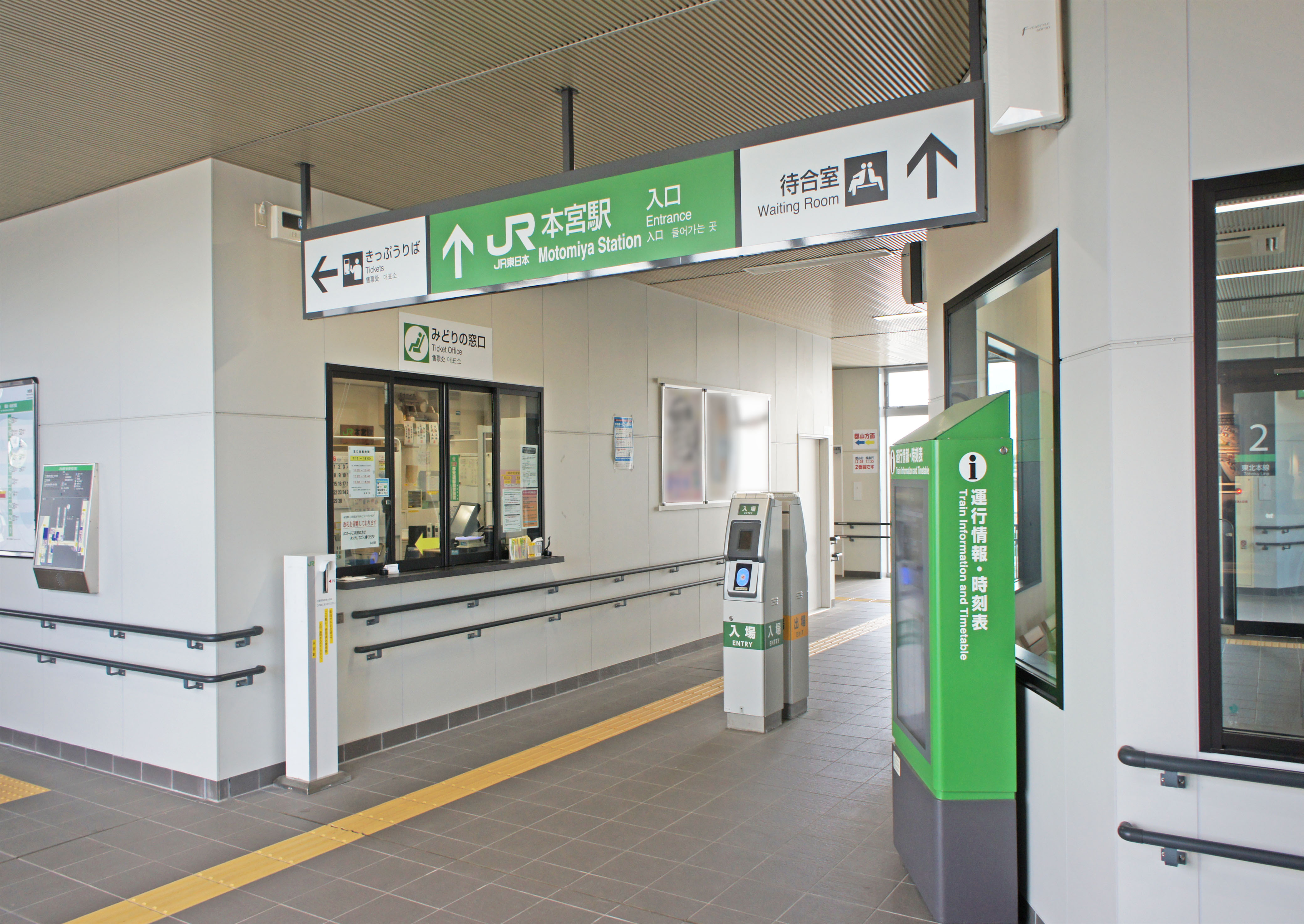
改札口（2022年5月）
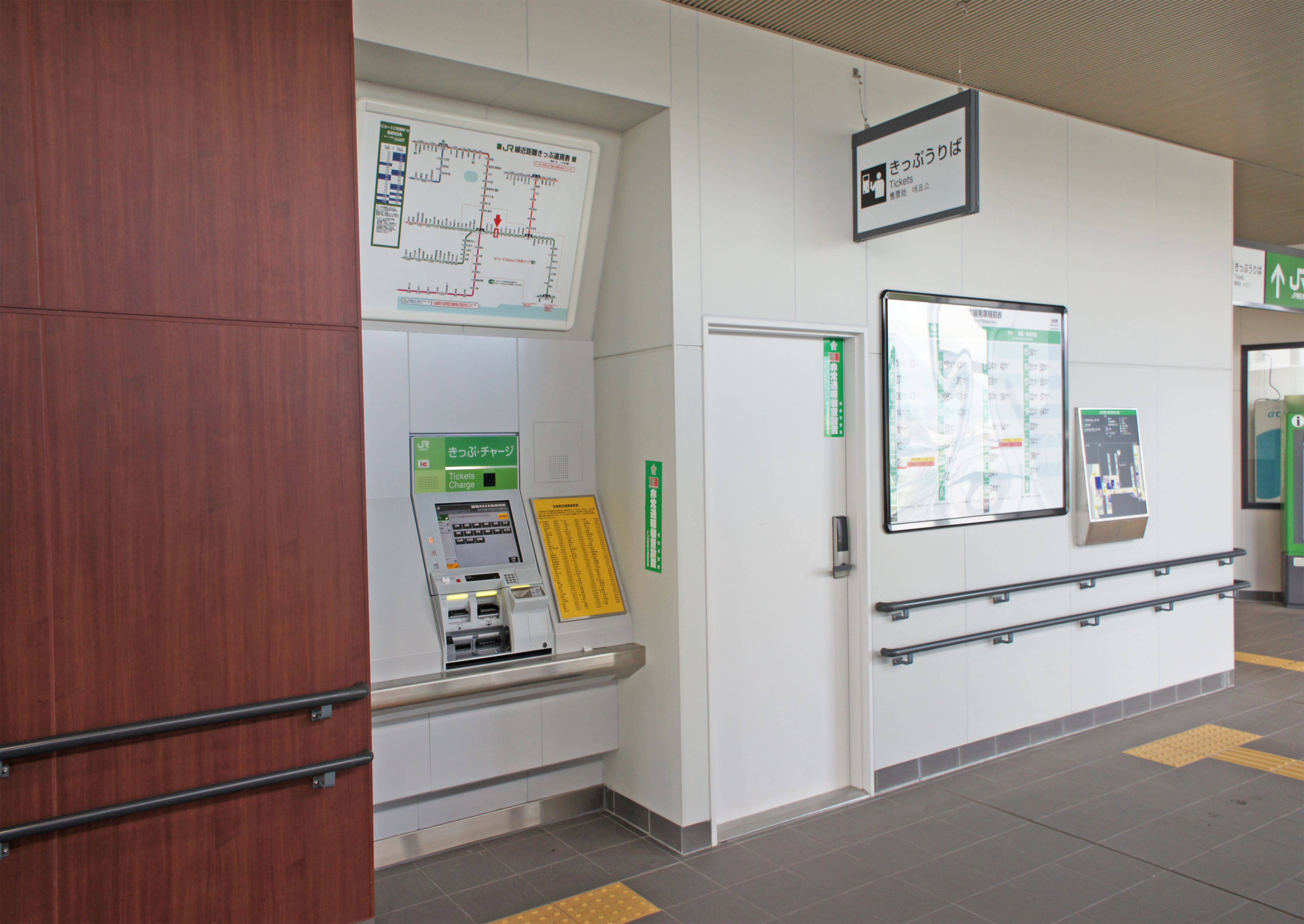
自動券売機（2022年5月）
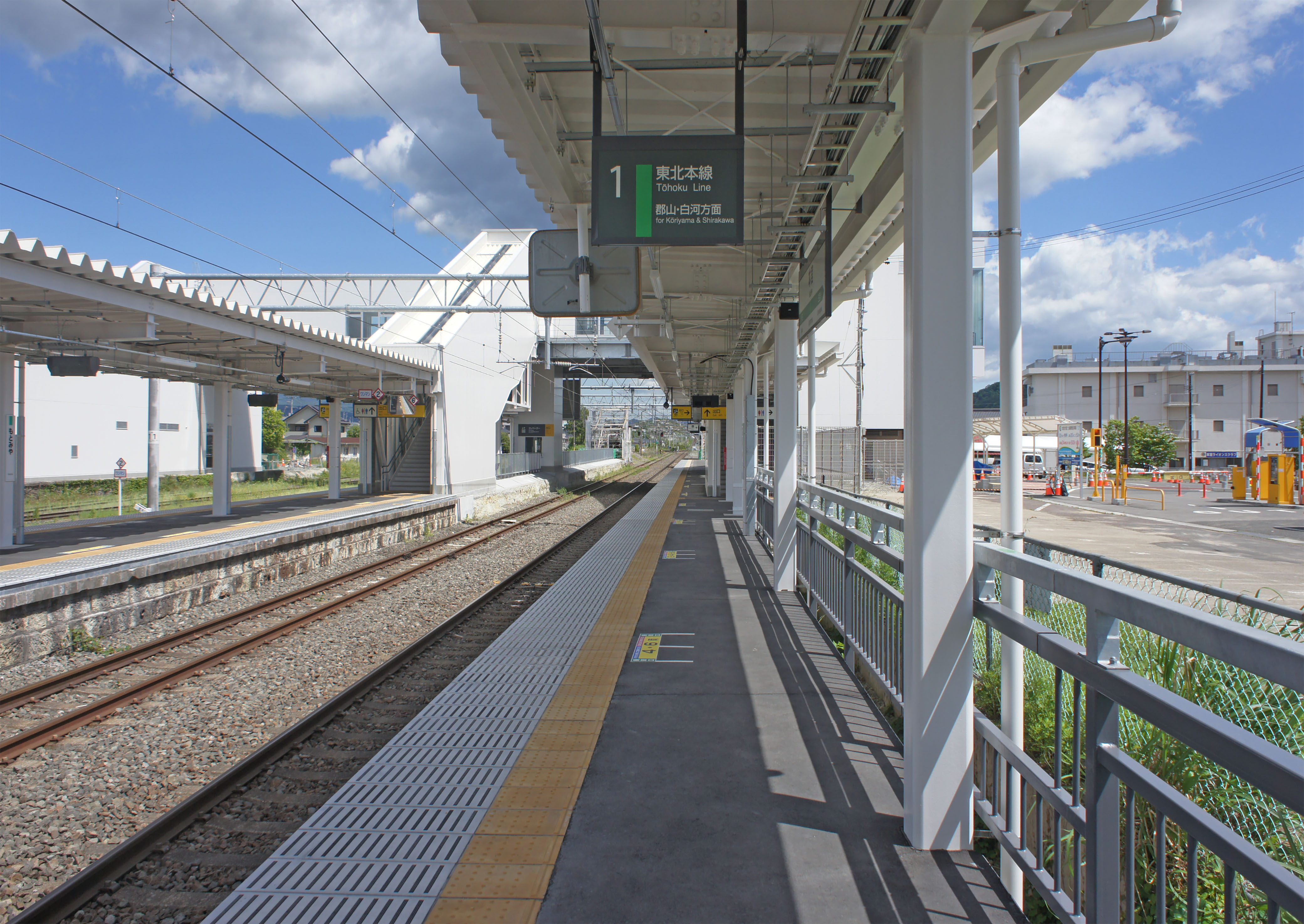
1番線ホーム（2022年5月）
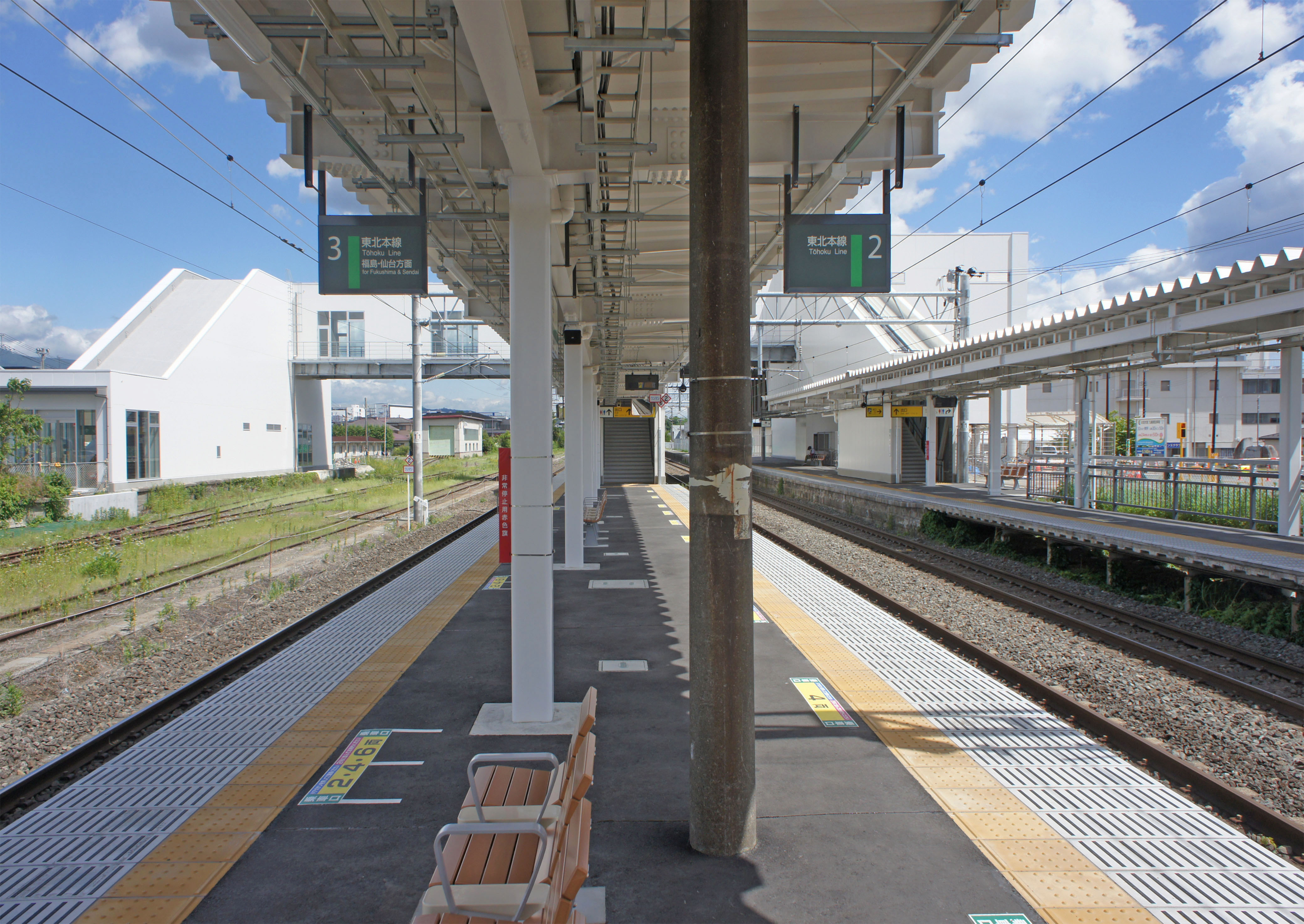
2・3番線ホーム（2022年5月）
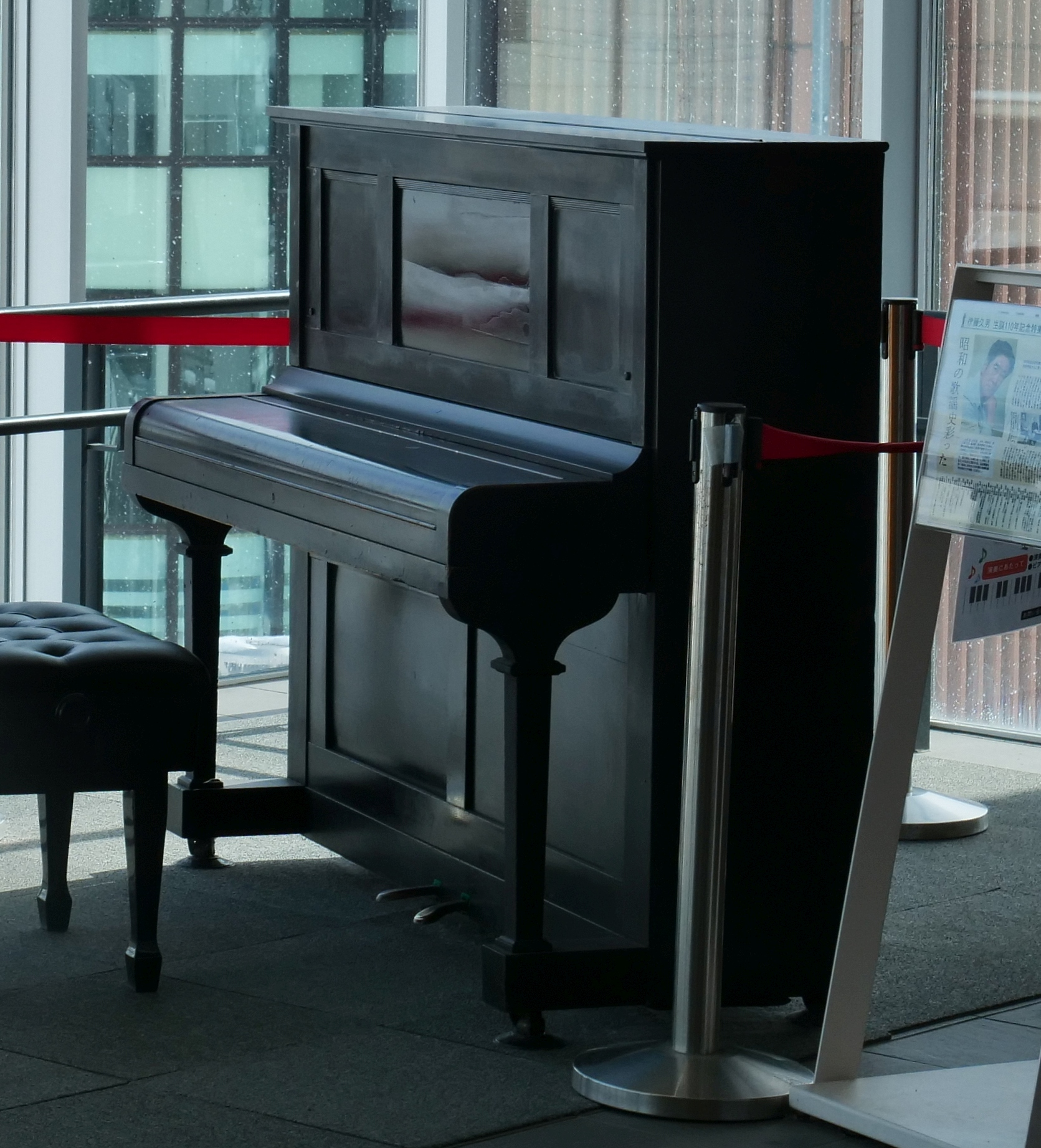
ピアノ（2025年1月）

## 利用状況
JR東日本によると、2023年度（令和5年度）の1日平均乗車人員は1,427人である。
2000年度（平成12年度）以降の推移は以下のとおりである。
| 1日平均乗車人員推移 | 1日平均乗車人員推移 | 1日平均乗車人員推移 | 1日平均乗車人員推移 | 1日平均乗車人員推移 |
| 年度                | 定期外              | 定期                | 合計                | 出典                |
| ------------------- | ------------------- | ------------------- | ------------------- | ------------------- |
| 2000年（平成12年）  |                     |                     | 2,305               | [ 利用客数 2 ]      |
| 2001年（平成13年）  |                     |                     | 2,257               | [ 利用客数 3 ]      |
| 2002年（平成14年）  |                     |                     | 2,181               | [ 利用客数 4 ]      |
| 2003年（平成15年）  |                     |                     | 2,144               | [ 利用客数 5 ]      |
| 2004年（平成16年）  |                     |                     | 2,129               | [ 利用客数 6 ]      |
| 2005年（平成17年）  |                     |                     | 2,058               | [ 利用客数 7 ]      |
| 2006年（平成18年）  |                     |                     | 2,011               | [ 利用客数 8 ]      |
| 2007年（平成19年）  |                     |                     | 1,960               | [ 利用客数 9 ]      |
| 2008年（平成20年）  |                     |                     | 1,941               | [ 利用客数 10 ]     |
| 2009年（平成21年）  |                     |                     | 1,933               | [ 利用客数 11 ]     |
| 2010年（平成22年）  |                     |                     | 1,813               | [ 利用客数 12 ]     |
| 2011年（平成23年）  |                     |                     | 1,819               | [ 利用客数 13 ]     |
| 2012年（平成24年）  | 493                 | 1,387               | 1,880               | [ 利用客数 14 ]     |
| 2013年（平成25年）  | 502                 | 1,439               | 1,942               | [ 利用客数 15 ]     |
| 2014年（平成26年）  | 485                 | 1,358               | 1,843               | [ 利用客数 16 ]     |
| 2015年（平成27年）  | 486                 | 1,360               | 1,847               | [ 利用客数 17 ]     |
| 2016年（平成28年）  | 491                 | 1,316               | 1,807               | [ 利用客数 18 ]     |
| 2017年（平成29年）  | 486                 | 1,307               | 1,793               | [ 利用客数 19 ]     |
| 2018年（平成30年）  | 476                 | 1,320               | 1,797               | [ 利用客数 20 ]     |
| 2019年（令和元年）  | 437                 | 1,284               | 1,721               | [ 利用客数 21 ]     |
| 2020年（令和02年）  | 236                 | 1,115               | 1,352               | [ 利用客数 22 ]     |
| 2021年（令和03年）  | 261                 | 1,056               | 1,317               | [ 利用客数 23 ]     |
| 2022年（令和04年）  | 338                 | 1,034               | 1,372               | [ 利用客数 24 ]     |
| 2023年（令和05年）  | 398                 | 1,029               | 1,427               | [ 利用客数 1 ]      |

## 駅周辺
東側
- サンライズもとみや
- 安達太良神社
- 本宮郵便局
- 福島銀行本宮支店
- 二本松信用金庫本宮支店
- 東邦銀行本宮支店
- 大東銀行本宮支店
- ヨークベニマル新本宮舘町店
- モコ ステーション（本宮市地域交流センター）
  - Mot.Comもとみや
- 大天狗酒造
- 本宮映画劇場
- 阿武隈川
- 福島県道189号本宮停車場線
- 福島県道8号本宮熱海線

西側
- ザ・ビッグ本宮店
- ヤマダデンキテックランド本宮店
- 本宮市役所
- 郡山北警察署本宮分庁舎
- 国道4号

## バス路線
本宮駅東口
- 本宮市コミュニティバス
  - S 白沢中学区線[5]
  - N 本宮二中学区線[6]
  - M1 まちなか線（もとみや台線）[7]

本宮駅西口
- 本宮市コミュニティバス
  - M1 まちなか線（もとみや台線）[7]
  - M2 まちなか線（関根線）[8]
  - T 市内東西線[9]
- 福島交通（郡山支社）
  - がくとくん⇔まゆみちゃんライン：郡山駅前方面[10]

## 隣の駅
東日本旅客鉄道（JR東日本）
■東北本線
五百川駅 - 本宮駅 - 杉田駅

### 記事本文